# CAPES de lettres modernes
Le certificat d’aptitude au professorat de l’enseignement du second degré (dit CAPES) section lettres modernes (externe, interne et troisième concours), est un concours organisé, avec le concours homologue section lettres classiques (externe et interne), pour recruter les professeurs certifiés enseignant le français et les langues anciennes dans les établissements scolaires du second degré (collèges et lycées) français.
Entre 2013 et 2018, le CAPES de lettres modernes est supprimé et fusionne avec le CAPES de lettres classiques pour donner le CAPES de lettres. La distinction entre les deux CAPES est rétablie par un arrêté publié au Journal officiel du 10 mai 2018.

## Concours externe
Le programme du CAPES de lettres modernes est le programme des collèges et des lycées.

### Épreuves d’admissibilité
| Épreuve                                                       | Durée | Coefficient |
| 1. Composition française                                      | 6 h   | 6           |
| 2. Étude grammaticale et stylistique de deux textes français1 | 5 h   | 4           |
| 3. Version2                                                   | 4 h   | 2           |

1. L'un antérieur à 1500 sur programme, l'autre postérieur à 1500, pris dans les auteurs figurant au programme de l'enseignement du second degré.
2. Dans l'une des langues suivantes, au choix du candidat formulé lors de son inscription : latin, grec, allemand, anglais, arabe, chinois, espagnol, hébreu, italien, néerlandais, polonais, portugais, roumain, russe, tchèque. L'usage d'un dictionnaire est fixé par une note publiée au Bulletin officiel de l'Éducation nationale.

### Épreuves d’admission
| Épreuve                                                     | Préparation | Durée                                       | Coefficient |
| 1. Explication française suivie d'un entretien avec le jury | 2 h         | 1 h explication : 0 h 30 entretien :        | 5           |
| 2. Commentaire d'un texte1                                  | 1 h         | 0 h 30                                      | 2           |
| 3. Épreuve orale sur dossier2                               | 2 h         | 1 h explication : 0 h 30 entretien : 0 h 30 | 5           |

1. Dans l'une des langues suivantes, au choix du candidat formulé lors de son inscription : latin, grec, allemand, anglais, arabe, chinois, espagnol, hébreu, italien, néerlandais, polonais, portugais, roumain, russe, tchèque.
2. Cette épreuve comporte un exposé suivi d'un entretien avec les membres du jury. Elle prend appui sur des documents proposés par le jury. Elle permet au candidat de démontrer :
- qu'il peut faire état de connaissances élémentaires sur l'organisation d'un établissement scolaire du second degré.

## Concours interne
Le programme des épreuves est celui des lycées d'enseignement général et technologique et des collèges.

### Épreuve d’admissibilité
| Épreuve                                                                 | Durée | Coefficient |
| 1. Épreuve de reconnaissance des acquis de l’expérience professionnelle | N/A   | 1           |

L’arrêté du 28 décembre 2009 fixant les sections et les modalités d’organisation des concours du certificat d’aptitude au professorat de l'enseignement professionnel donne les modalités de cette épreuve :
« Le dossier de reconnaissance des acquis de l’expérience professionnelle comporte deux parties.
Dans une première partie (deux pages dactylographiées maximum), le candidat décrit les responsabilités qui lui ont été confiées durant les différentes étapes de son parcours professionnel, dans le domaine de l'enseignement, en formation initiale (collège, lycée, apprentissage) ou, le cas échéant, en formation continue des adultes.
Dans une seconde partie (six pages dactylographiées maximum), le candidat développe plus particulièrement, à partir d’une analyse précise et parmi ses réalisations pédagogiques dans la discipline concernée par le concours, celle qui lui paraît la plus significative, relative à une situation d’apprentissage et à la conduite d’une classe qu’il a eue en responsabilité, étendue, le cas échéant, à la prise en compte de la diversité des élèves, ainsi qu’à l’exercice de la responsabilité éducative et à l’éthique professionnelle. Cette analyse devra mettre en évidence les apprentissages, les objectifs, les progressions ainsi que les résultats de la réalisation que le candidat aura choisie de présenter.
Le candidat indique et commente les choix didactiques et pédagogiques qu'il a effectués, relatifs à la conception et à la mise en œuvre d’une ou de plusieurs séquences d’enseignement, au niveau de classe donné, dans le cadre des programmes et référentiels nationaux, à la transmission des connaissances, aux compétences visées et aux savoir-faire prévus par ces programmes et référentiels, à la conception et à la mise en œuvre des modalités d’évaluation, en liaison, le cas échéant, avec d’autres enseignants ou avec des partenaires professionnels. Peuvent également être abordées par le candidat les problématiques rencontrées dans le cadre de son action, celles liées aux conditions du suivi individuel des élèves et à l’aide au travail personnel, à l’utilisation des technologies de l’information et de la communication au service des apprentissages ainsi que sa contribution au processus d’orientation et d’insertion des jeunes. »

### Épreuve d’admission
| Épreuve                                                              | Préparation | Durée                              | Coefficient |
| 1. Épreuve professionnelle : analyse d’une situation d’enseignement1 | 2 h         | exposé : 0 h 30 entretien : 0 h 30 | 2           |

1. L’épreuve consiste en une explication de texte de langue française, assortie d’une question de grammaire référée aux programmes des collèges et des lycées. La méthode d’explication est laissée au choix du candidat. La présentation de la question de grammaire prend la forme d’un développement organisé en relation avec les programmes. L’explication de texte est suivie d’un entretien avec le jury au cours duquel le candidat est invité à justifier ses analyses et ses choix, et à préciser l’utilisation qu’il ferait, dans sa classe, des documents ayant servi de support à l’explication de texte. Lors de l’entretien, dix minutes maximum pourront être réservées à un échange sur le dossier de reconnaissance des acquis de l’expérience professionnelle établi pour l’épreuve d’admissibilité, qui reste, à cet effet, à la disposition du jury.

## Troisième concours
Le programme des épreuves est le programme des collèges et des lycées.

### Épreuves d’admissibilité
| Épreuve                  | Durée | Coefficient |
| 1. Composition française | 6 h   | 1           |

### Épreuves d’admission
| Épreuve                                                                                         | Préparation | Durée                                       | Coefficient |
| 1. Épreuve de mise en situation professionnelle : explication de texte et question de grammaire | 3 h         | 1 h explication : 0 h 40 entretien : 0 h 20 | 1           |